# 波克申加河
64°00′48″N 44°14′24″E / 64.01333°N 44.24000°E

波克申加河是俄羅斯的河流，由阿爾漢格爾斯克州負責管轄，屬於皮涅加河的左支流，河道全長170公里，流域面積約4,960平方公里，在1990年代前被用作浮運木材。